# Lucas Vila
Lucas Martín Vila (23 de agosto de 1986) é um jogador de hóquei sobre grama argentino, campeão olímpico

## Carreira
Vila integrou o elenco da Seleção Argentina de Hóquei Sobre Grama, nas Olimpíadas de 2012 e 2016. No Rio 2016 sagrou-se campeão olímpico.